# Rosé (chanteuse)
Pour les articles homonymes, voir Rosé.
Roseanne Park, dite Rosé, née le 11 février 1997 à Auckland (Nouvelle-Zélande), est une chanteuse, parolière et danseuse coréo-néo-zélandaise.
Elle fait partie depuis 2016 du girl group sud-coréen Blackpink dont elle est la chanteuse principale.  
Avec la sortie de son premier single On The Ground en 2021, Rosé obtient deux Guinness World Records : elle est la première artiste à occuper la première place du Billboard Global 200 en tant qu'artiste solo et en tant que membre d'un groupe ; et a détenu le record du clip vidéo le plus visionné en 24 heures sur YouTube par un artiste solo de K-pop.

## Biographie

### Jeunesse et famille
Roseanne Park (en anglais ou Park Chaeyoung (박채영) en coréen) naît le 11 février 1997 à Auckland, en Nouvelle-Zélande de parents coréens. Elle a une grande sœur, Alice, et détient la double nationalité néo-zélandaise et sud-coréenne,.
Elle passe son enfance et son adolescence à Melbourne, en Australie, et apprend à jouer de la guitare et du piano. Au sein de son lycée, elle fait partie des pom-pom girls, où elle apprend à maîtriser des pas de danse complexes.
Sa sœur explique dans une vidéo de YouTube Released que Rosé passait les heures de voyage entre Melbourne et Canberra à chanter. Rosé annonce dans son passage dans le « Kelly Clarkson Show » que Because Of You de Kelly Clarkson était sur sa playlist, ainsi que des chansons de Taylor Swift et de Beyonce,,.

### Carrière musicale

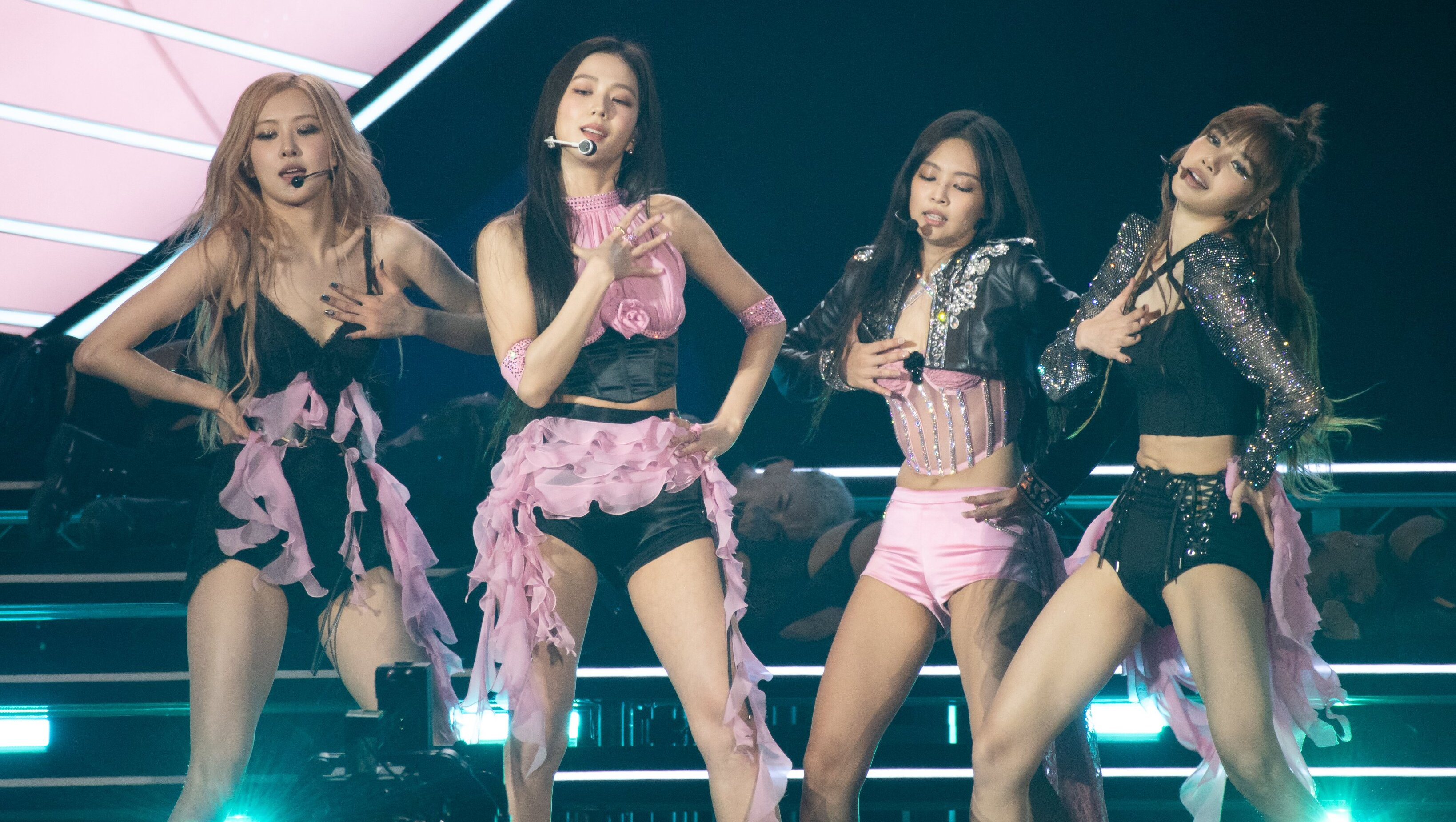
Rosé, à gauche, avec les trois autres chanteuses du groupe Blackpink en 2023 au festival Coachella.

En 2012, à l'âge de 15 ans, Rosé quitte son lycée pour aller s'entraîner avec le label YG Entertainment à Séoul, en Corée du Sud, après avoir passé avec succès des auditions en Australie. La même année, elle s'installe en Corée du Sud et apparaît pour la première fois à l'écran lors d'une collaboration solo avec le rappeur G-Dragon sur la chanson Without You.
Le 29 juillet 2016, YG Entertainment annonce officiellement la formation d'un nouveau girl group se nommant Blackpink, qui sera composé de quatre membres. Rosé est la dernière des membres à être dévoilée par l'agence et devient la chanteuse principale ainsi que l'une des danseuses du groupe. Grâce à son éducation occidentale, son accent et sa diction parfaite en anglais, elle aide le groupe à atteindre un public plus large que les autres groupes de K-pop, dont la plupart des membres ne parlent d'ordinaire que peu ou pas anglais,.
En mars 2017, elle participe à King of Mask Singer, compétition musicale télévisée, dont elle remporte la première manche,.
Le 12 mars 2021, son premier album intitulé R sort. Rosé explique la signification de son titre On The Ground dans différentes interviews. Elle dit: « Je pense que c'est une chanson réellement puissante, et j'ai hâte que mes fans l'entendent et en retirent quelque chose ».
En juin 2024, Rosé annonce avoir signé un contrat avec The Black Label pour la gestion de ses activités en solo. En septembre 2024, elle signe également avec le label américain Atlantic Records dans le cadre de ses promotions internationales. 
Le 6 décembre 2024, Rosé sort son premier album studio solo intitulé Rosie comprenant 10 nouveaux titres et les 2 singles précédemment sortis : Apt. (en) (avec Bruno Mars) et Number One Girl.
Le 31 janvier 2025, Apt. (en) franchit le milliard de vues, devenant le clip de K-pop le plus rapide a atteindre le milliard de vues en 105 jours, et en dépassant le record de Psy pour Gangnam Style qui était de 158 jours. Apt. devient aussi la cinquième plus rapide musique à atteindre le milliard de vues, en se plaçant juste après Mi Gente de J Balvin et Willy William .

## Voix
Rosé est connue pour sa voix, facile à reconnaître selon le Time, et qualifiée de « dreamy voice » (« voix rêveuse ») par le South China Morning Post. Elle peut facilement atteindre des notes aiguës tout en réalisant des chorégraphies extrêmes sur scène.

## Discographie

### Album studio
| Titre | Détails                                                                         | Classements | Classements | Classements | Classements | Classements | Classements | Classements | Classements | Ventes                                                                |
| Titre | Détails                                                                         | COR         | JAP         | AUS         | ALL         | FRA         | GBR         | CAN         | USA         | Ventes                                                                |
| ----- | ------------------------------------------------------------------------------- | ----------- | ----------- | ----------- | ----------- | ----------- | ----------- | ----------- | ----------- | --------------------------------------------------------------------- |
| Rosie | - Date de sortie : 6 décembre 2024 - Labels : The Black Label, Atlantic Records | 2           | 3           | 2           | 8           | 16          | 4           | 4           | 3           | - COR : plus de 577 000 - USA : plus de 93 000 - JAP : plus de 22 000 |

### Single album
| Titre | Détails                                                                         | Classement | Ventes                  |
| Titre | Détails                                                                         | COR        | Ventes                  |
| ----- | ------------------------------------------------------------------------------- | ---------- | ----------------------- |
| -R-   | - Date de sortie : 12 mars 2021 - Labels : YG Entertainment, Interscope Records | 2          | - COR : plus de 973 000 |

### Singles
| Année                                                           | Titre                  | Meilleures positions | Meilleures positions | Meilleures positions | Meilleures positions | Meilleures positions | Meilleures positions | Meilleures positions | Meilleures positions | Meilleures positions | Album        |
| Année                                                           | Titre                  | COR                  | JAP                  | AUS                  | ALL                  | FRA                  | GBR                  | CAN                  | USA                  | MON                  | Album        |
| --------------------------------------------------------------- | ---------------------- | -------------------- | -------------------- | -------------------- | -------------------- | -------------------- | -------------------- | -------------------- | -------------------- | -------------------- | ------------ |
| 2021                                                            | On the Ground          | 4                    | 50                   | 31                   | —                    | 196                  | 43                   | 35                   | 70                   | 1                    | -R-          |
| 2021                                                            | Gone                   | 6                    | —                    | 63                   | —                    | —                    | —                    | 77                   | —                    | 29                   | -R-          |
| 2024                                                            | APT. (avec Bruno Mars) | 1                    | 1                    | 1                    | 1                    | 2                    | 2                    | 1                    | 3                    | 1                    | Rosie        |
| 2024                                                            | Number One Girl        | 12                   | —                    | 61                   | —                    | —                    | 84                   | 63                   | —                    | 29                   | Rosie        |
| 2024                                                            | Toxic Till The End     | 4                    | 32                   | 31                   | —                    | —                    | 72                   | 54                   | 90                   | 15                   | Rosie        |
| 2025                                                            | Messy                  | 99                   | —                    | 84                   | —                    | —                    | 100                  | 71                   | —                    | 34                   | F1 The Album |
| "—" indique que le titre ne s'est pas classé dans cette région. |                        |                      |                      |                      |                      |                      |                      |                      |                      |                      |              |

### Autres chansons
| Année                                                           | Titre                                    | Meilleures positions | Meilleures positions | Meilleures positions | Meilleures positions | Meilleures positions | Meilleures positions | Meilleures positions | Meilleures positions | Meilleures positions | Album                  |
| Année                                                           | Titre                                    | COR                  | JAP                  | AUS                  | ALL                  | FRA                  | GBR                  | CAN                  | USA                  | MON                  | Album                  |
| --------------------------------------------------------------- | ---------------------------------------- | -------------------- | -------------------- | -------------------- | -------------------- | -------------------- | -------------------- | -------------------- | -------------------- | -------------------- | ---------------------- |
| 2012                                                            | Without You (결국) (G-Dragon feat. Rosé) | 10                   | —                    | —                    | —                    | —                    | —                    | —                    | —                    | —                    | One of a Kind          |
| 2022                                                            | Hard to Love                             | 87                   | —                    | —                    | —                    | —                    | —                    | —                    | —                    | 27                   | Born Pink              |
| 2025                                                            | On My Mind (Alex Warren & Rosé)          | —                    | —                    | —                    | —                    | —                    | 37                   | 60                   | 60                   | 57                   | You’ll Be Alright, Kid |
| "—" indique que le titre ne s'est pas classé dans cette région. |                                          |                      |                      |                      |                      |                      |                      |                      |                      |                      |                        |

### Crédits musicaux
| Année | Titre          | Artiste           | Album                  | Paroles | Paroles | Musique | Musique |
| Année | Titre          | Artiste           | Album                  | Crédit  | Autre(s) crédit(s) | Crédit  | Autre(s) crédit(s) |
| ----- | -------------- | ----------------- | ---------------------- | ------- | --- | ------- | --- |
| 2021  | On the Ground  | Rosé              | -R-                    | ✔️      | Amy Allen, Jon Bellion, Jorgen Odegard, Raul Cubina, Teddy, 24                                                                                  | ✔️      | Amy Allen, Jon Bellion, Jorgen Odegard, Raul Cubina, Teddy, 24                                                                                  |
| 2021  | Gone           | Rosé              | -R-                    | ✔️      | Teddy, 24, Brian Lee, J.Lauryn | ✔️      | Teddy, 24, Brian Lee, J.Lauryn |
| 2022  | Yeah Yeah Yeah | Blackpink         | Born Pink              | ✔️      | VVN, Kush et Jisoo | ❌      | |
| 2023  | The Girls      | Blackpink         | Blackpink The Game OST | ✔️      | Teddy, Danny Chung, Jennie, Madison Love, Melanie Fontana et Lindgren                                                                           | ✔️      | Teddy, Danny Chung, Jennie, Madison Love, Melanie Fontana et Lindgren                                                                           |
| 2024  | APT.           | Rosé & Bruno Mars | Rosie                  | ✔️      | Bruno Mars, Philip Lawrence, Amy Allen, Christopher Steven Brown, Mike Chapman, Nicky Chinn, Omer Fedi, Theron Thomas, Cirkut et Rogét Chahayed | ✔️      | Bruno Mars, Philip Lawrence, Amy Allen, Christopher Steven Brown, Mike Chapman, Nicky Chinn, Omer Fedi, Theron Thomas, Cirkut et Rogét Chahayed |